# Anopheles similissimus
Anopheles similissimus är en tvåvingeart som beskrevs av Hugh Edwin Strickland och Chowdhury 1927. Anopheles similissimus ingår i släktet Anopheles och familjen stickmyggor. Inga underarter finns listade i Catalogue of Life.